# Giulia Be
Pour les articles homonymes, voir Be.
Giulia Be, née Giulia Bourguignon Marinho le 13 août 1999 à Rio de Janeiro (Brésil), est une chanteuse, compositrice et actrice brésilienne.
Elle est principalement connue pour ses titres multilingues et son rôle principal dans le film Par-delà l'univers (Depois do Universo, 2022).

## Biographie
Fille de l'homme d'affaires Paulo Marinho et d'Adriana Marinho, Giulia Be commence la musique très jeune et écrit ses premières chansons à huit ans. Repérée par le groupe Maroon 5 lors du festival Rock in Rio, elle décide d'abandonner ses études pour se consacrer à sa carrière artistique.

## Carrière musicale

### Premiers succès (2018–2020)
Elle signe avec Warner Music Brasil en 2018 et publie ses premiers titres, dont With You et Too Bad. Son single Menina Solta rencontre un grand succès au Brésil et au Portugal, certifié triple diamant.

### EP et albums
Son EP Solta (2020) est bien accueilli, incluant les morceaux Se Essa Vida Fosse Um Filme et (Não) Era Amor. En 2022, elle publie son premier album studio Disco Voador, aux sonorités planantes et tropicales.

## Carrière d'actrice
Giulia fait ses débuts à l'écran en 2022 avec le film dramatique Par-delà l'univers, diffusé exclusivement sur Netflix. Elle y interprète le rôle principal de Nina, une pianiste atteinte de lupus, et compose deux titres pour la bande sonore.

## Style et influences
Elle chante en portugais, anglais et espagnol. Son style musical mêle pop moderne, romantisme et touches électroniques, inspiré par la musique brésilienne traditionnelle et la disco des années 1970.

## Vie personnelle
Depuis 2022, elle est en couple avec Conor Kennedy (zh), petit-fils de Robert F. Kennedy. Le couple annonce ses fiançailles en août 2024,,.

## Discographie (sélection)
| Année | Titre        | Type   | Certification                                |
| ----- | ------------ | ------ | -------------------------------------------- |
| 2020  | Solta        | EP     | 2 × Platine (Brésil)                         |
| 2022  | Disco Voador | Album  | —                                            |
| 2019  | Menina Solta | Single | 3 × Diamant (Brésil), 5 × Platine (Portugal) |

## Filmographie
- 2022 : Par-delà l'univers : Nina (rôle principal)

## Récompenses et distinctions
Elle reçoit plusieurs nominations aux Meus Prêmios Nick (en), MTV MIAW Awards (en) et WME Awards (en).
Le film Par-delà l'univers, dont elle est l'actrice principale, reste cinq semaines dans le Top 10 mondial Netflix.